# Homoloidea
Die Homoloidea sind eine Überfamilie der Krabben. Sie gehören zu den basalen Podotremata.

## Merkmale
Auffälligste Merkmale der Homoloidea sind das fußförmige dritte Maxilliped (Mxp3) und die langen Schreitbeine (Pereopoden). Der Carapax ist länger als breit. Die Pereopoden 2–3 oder 2–4 sind ähnlich, das fünfte ist manchmal reduziert und mit einer Subchela endend. Die Geschlechtsöffnungen der Männchen und Weibchen liegen an den Coxa. Die antero- und posterolateral Ränder sind nicht separiert. Die Stirn ist schmal und trägt einen deutlichen, schlanken, dreieckigen Fortsatz (Rostrum). Die Augenhöhlen sind schwach entwickelt oder fehlen, so dass die Augenstiele nicht zurückgezogen werden können. Letztere bestehen aus zwei beweglichen Gliedern, von denen das Endglied kräftig ist und die Cornea trägt. Die Antennulen sind nicht in ein Grübchen zurückziehbar, ihr Basalglied ist annähernd kugelförmig. Die Scheidewand zwischen den Antennulen (Proepistom) bildet einen deutlichen vertikalen Fortsatz. Das letzte Schreitbein ist weiter rückenseitig angebracht und wird oben getragen.
Das thorakale Sternum ist breit, die Naht zwischen den Segmenten 6 und 7 (S6–7) vollständig, alle anderen Nähte sind dagegen zur Mitte hin deutlich unterbrochen. S1–6 liegen etwa in einer Ebene, S7 und S8 sind deutlich rückenwärts gebogen. Die paarige Spermathek ist relativ groß und schräg angeordnet. Das Pleon besteht aus sechs Somiten und ist vergrößert. Das Telson ist gewöhnlich lang und liegt zwischen der Basis der Mxp3. Das Pleon der Weibchen ist deutlich kuppelförmig und formt eine Bruttasche. Der Penis liegt in einer seichten Vertiefung des achten Sterniten, die von einer Reihe steifer Borsten flankiert wird. Das erste Gonopodium ist röhrenförmig, das zweite nicht länger als das erste, zylindrisch mit einem rudimentären Exopodit. Das erste Pleopode ist bei Weibchen vorhanden. Die Coxa des fünften Schreitbeins ist nicht modifiziert und nicht zu einer Ummantelung des Penis erweitert.

## Systematik
Zur Überfamilie gehören drei rezente Familien:
- Homolidae De Haan, 1839
- Latreilliidae Stimpson, 1858
- Poupiniidae Guinot, 1991

Das folgende Kladogramm veranschaulicht die äußere und innere Systematik:
|  | Dromiidae (vermutlich paraphyletisch) |
|  |                                       |
|  | Dynomenidae                           |
|  |                                       |

|                         | Homolidae (paraphyletisch) |
|                         |                            |
|                         | Latreilliidae              |
|                         |                            |
|                         | Poupiniidae                |
| Vorlage:Klade/Wartung/3 |                            |

|  | Dromiidae (vermutlich paraphyletisch) |
|  |                                       |
|  | Dynomenidae                           |
|  |                                       |

|                         | Homolidae (paraphyletisch) |
|                         |                            |
|                         | Latreilliidae              |
|                         |                            |
|                         | Poupiniidae                |
| Vorlage:Klade/Wartung/3 |                            |